# 대한민국 민법 제321조
대한민국 민법 제321조는 유치권의 불가분성에 대한 민법 물권법 유치권상 조문이다.

## 조문
제321조(유치권의 불가분성) 유치권자는 채권전부의 변제를 받을 때까지 유치물전부에 대하여 그 권리를 행사할 수 있다.

321條(留置權의 不可分性) 留置權者는 債權全部의 辨濟를 받을 때까지 留置物全部에 對하여 그 權利를 行使할 수 있다.

## 참고 문헌
- 오현수, 일본민법, 진원사, 2014. ISBN 978-89-6346-345-2
- 오세경, 대법전, 법전출판사 , 2014 ISBN 978-89-262-1027-7
- 이준현 , LOGOS 민법 조문판례집, 미래가치, 2015. ISBN 979-1-155-02086-9

## 같이 보기
- 유치권